# Límit de Chandrasekhar
El límit de Chandrasekhar (anomenat així en honor de Subrahmanyan Chandrasekhar) és la massa màxima possible que pot assolir una nana blanca. Equival al valor mínim de massa més enllà del qual la pressió de degeneració dels electrons no és capaç de contrarestar la força gravitatòria en una estrella, i es produeix un col·lapse. És igual a aproximadament 1,44 masses solars, però pot variar lleugerament en funció de la composició química de l'estrella. El seu valor fou calculat per l'astrofísic indi Subrahmanyan Chandrasekhar.
Quan una estrella exhaureix tot el seu combustible nuclear, la gravetat comença a col·lapsar-la. Si té una massa inferior al límit de Chandrasekhar, arribarà a un punt en què la pressió de degeneració aconseguirà deturar el col·lapse gravitatori i l'estrella es transformarà en nana blanca. Si, en canvi, l'estrella té una massa superior a 1,44 masses solars, llavors la gravetat superarà la pressió de degeneració i res no evitarà que continuï col·lapsant-se. Llavors, en lloc d'una nana blanca, l'estrella acabarà com una estrella de neutrons, un forat negre o (hipotèticament) com una estrella de quarks.
El límit sorgeix tenint en compte els efectes quàntics quan es considera el comportament dels electrons que proporcionen la pressió de degeneració que "aguanta" la nana blanca. Com que els electrons són fermions, no poden tenir els mateixos valors d'energia, de manera que és impossible que tots estiguin al valor mínim. Com que molts electrons es troben, doncs, en estats d'energia superiors, això provoca una certa pressió de naturalesa exclusivament quàntica i que evita el col·lapse gravitatori de l'estrella.
Chandrasekhar, eq. (36),, eq. (58),, eq. (43) dona un valor de:
{\displaystyle {\frac {\omega _{3}^{0}{\sqrt {3\pi }}}{2}}\left({\frac {\hbar c}{G}}\right)^{3/2}{\frac {1}{(\mu _{e}m_{H})^{2}}}.}
En què μe és el pes molecular mitjà per electró, {\displaystyle m_{H}} és la massa de l'àtom d'hidrogen, i {\displaystyle \omega _{3}^{0}\approx 2.018236} és la constant adient amb la solució de l'equació de Lane-Emden. Numèricament, aquest valor és aproximadament (2/μe)² · 2.85 · 10³⁰ kg, o {\displaystyle 1.43(2/\mu _{e})^{2}M_{\bigodot }}, on {\displaystyle M_{\bigodot }=1.989\cdot 10^{30}\ {\rm {kg}}} és la massa solar estàndard. Com que {\displaystyle {\sqrt {\hbar c/G}}} és la massa de Planck, {\displaystyle M_{\rm {Pl}}\approx 2.176\cdot 10^{-8}\ {\rm {kg}}}, el límit és de l'ordre de MPl3/mH².